# كوماركا ناخيرا
ناخيرا هي كوماركا تقع في لا ريوخا ذاتية الحكم في إسبانيا.